# Erwin Kruk
Erwin Kruk (ur. 4 maja 1941 w Dobrzyniu, zm. 31 marca 2017 w Barczewie) – polski pisarz, poeta i dziennikarz, senator I kadencji (1989–1991). Szczególną część swojej twórczości poświęcił tematyce mazurskiej.

## Życiorys
Urodził się w Dobrzyniu koło Nidzicy w rodzinie rolnika Hermana Kruka i Mety ze Stachów. W 1945 został osierocony, wraz z braćmi Ryszardem i Wernerem wychowywał się u babki ze strony matki – Augusty Stach we wsi Elgnówko. Od 1956 przebywał w domu dziecka, był uczniem szkoły zawodowej w Ostródzie. W 1960 ukończył Liceum Ogólnokształcące w Morągu, następnie w 1966 studia polonistyczne na Uniwersytecie Mikołaja Kopernika w Toruniu pod kierunkiem profesora Artura Hutnikiewicza. W czasie studiów kierował redakcją literacką studenckiego radia. Był założycielem grupy poetyckiej „Kadyk”, redaktorem Studenckiej Grupy Informacyjno-Fotograficznej oraz wydawcą książki Almanach poezji, zawierającej utwory studentów UMK (z lat 1945–1965).
W Olsztynie zamieszkał w 1966, podjął pracę w redakcji gazety „Głos Olsztyński”, przekształconej później w „Gazetę Olsztyńską”. Przez 13 lat pracował jako dziennikarz (od stażysty do starszego publicysty). Był redaktorem czasopisma „Przemiany”, wydawanego przez Klub Literacki ZMS. Od 1969 należał do Związku Literatów Polskich oraz Stowarzyszenia Dziennikarzy Polskich (do jego rozwiązania w 1981). W marcu 1980 zrezygnował z pracy w „Gazecie Olsztyńskiej”.
W 1980 wstąpił do „Solidarności”, był m.in. członkiem zarządu regionu. Współtworzył Mazurskie Zrzeszenie Kulturalne, które nie uzyskało zgody na rejestrację od ówczesnych władz. Współpracował z ogólnopolskimi czasopismami społeczno-kulturalnymi. W 1981 rozpoczął pracę w miesięczniku „Meritum” (wydawanym w Warszawie). W okresie stanu wojennego utrzymywał się z pracy twórczej. W latach 1989–1991 był senatorem I kadencji z listy Komitetu Obywatelskiego z województwa olsztyńskiego. Później przeszedł do klubu parlamentarnego Unii Demokratycznej.
Został członkiem Olsztyńskiego Społecznego Komitetu Poparcia Jarosława Kaczyńskiego w przedterminowych wyborach prezydenckich w 2010.
Pod koniec lat 90. pełnił funkcję wiceprezesa zarządu PEN Clubu w Polsce, a także prezesa klubu Stowarzyszenia Pisarzy Polskich w Olsztynie. Był członkiem synodu diecezji mazurskiej oraz synodu Kościoła Ewangelicko-Augsburskiego w RP. W 1999 współtworzył Mazurskie Towarzystwo Ewangelickie.
Zmarł 31 marca 2017. 7 kwietnia 2017 został pochowany na cmentarzu komunalnym przy ulicy Poprzecznej w Olsztynie.

## Odznaczenia, wyróżnienia i upamiętnienie
W 2016, za wybitne zasługi w działalności na rzecz przemian demokratycznych w Polsce, prezydent RP Andrzej Duda odznaczył go Krzyżem Kawalerskim Orderu Odrodzenia Polski. W tym samym roku otrzymał Krzyż Wolności i Solidarności.
W 2007 Erwin Kruk został odznaczony Złotym Medalem „Zasłużony Kulturze Gloria Artis”. W 2016 otrzymał tytuł doktora honoris causa Uniwersytetu Warmińsko-Mazurskiego w Olsztynie. Był wyróżniony tytułem honorowego obywatela Olsztyna oraz Olsztynka.
Był laureatem nagród za twórczość literacką, m.in. Nagrody Pióra (1964), Nagrody im. Stanisława Piętaka (1977), dorocznych nagród czasopisma „Literatura” za Książkę Roku (1988, 1989), nagród przyznawanych przez Polcul Foundation (1988), ministra kultury i sztuki (1989) oraz polski PEN Club (1993), a także Medalu Marcina Lutra (1991), Nagrody im. Profesora Hugona Steinhausa (2004), Literackiej Nagrody Warmii i Mazur (2006), Nagrody Literackiej im. Władysława Reymonta (2010), Poznańskiej Nagrody Literackiej za całokształt twórczości (2016). W 2015 uhonorowany „Laurem Dziennikarza Warmii i Mazur”. W 2016 został laureatem Orfeusza Mazurskiego oraz Literackiej Nagrody Warmii i Mazur za tom Nieobecność.
W 2006 w Olsztynie na jego cześć wydano księgę jubileuszową pod redakcją Zbigniewa Chojnowskiego zatytułowaną Z dróg Erwina Kruka. Na 65. urodziny twórcy. Anna Matysiak poświęciła liryce poety monografię Między regionalizmem a uniwersalizmem. O poezji Erwina Kruka.
W 2022 został patronem jednej z ulic w Olsztynie.

## Publikacje
Powieści
- Drogami o świcie (1967)
- Na uboczu święta (1967)
- Rondo (1971)
- Pusta noc (1976)
- Łaknienie (1980)
- Kronika z Mazur (1989)

Zbiory esejów
- Szkice z mazurskiego brulionu (2003)
- Spadek. Zapiski mazurskie 2007–2008 (2009)

Książki poetyckie
- Rysowane z pamięci (1963)
- Zapisy powrotu (1969)
- Moja Północ (1977)
- Powrót na wygnanie (1977)
- Z krainy Nod (1987)
- Znikanie (2005)
- Nieobecność (2015)[22]

Opracowania historyczne
- Ewangelicy w Olsztynie (2002)
- Warmia i Mazury (2003)